# Danh sách biện pháp tu từ
Biện pháp tu từ (hay phương tiện tu từ) là cách phối hợp ngôn ngữ để đạt được mục đích nghệ thuật văn học, được xem là thủ thuật/thiết bị văn học/tường thuật/kể chuyện (literary device, narrative technique). Trong tiếng Việt, các biện pháp nói trên là một phần thiết yếu trong tu từ học:142 và là nền tảng cho môn Ngữ Văn trong nền giáo dục Việt Nam hiện nay.

## Danh sách
Đây là danh sách các biện pháp tu từ trong Tiếng Việt.:242–243
- Ẩn dụ
- Đảo ngữ
- Điệp ngữ
- Hoán dụ
- Liệt kê
- Nhân hóa
- Nói giảm - Nói tránh
- Nói quá
- Phép đối
- So sánh
- Chêm xen
- Câu hỏi tu từ
- Chơi chữ
- Điệp cấu trúc câu